# Complejo de Museos Nacionales de Moldavia

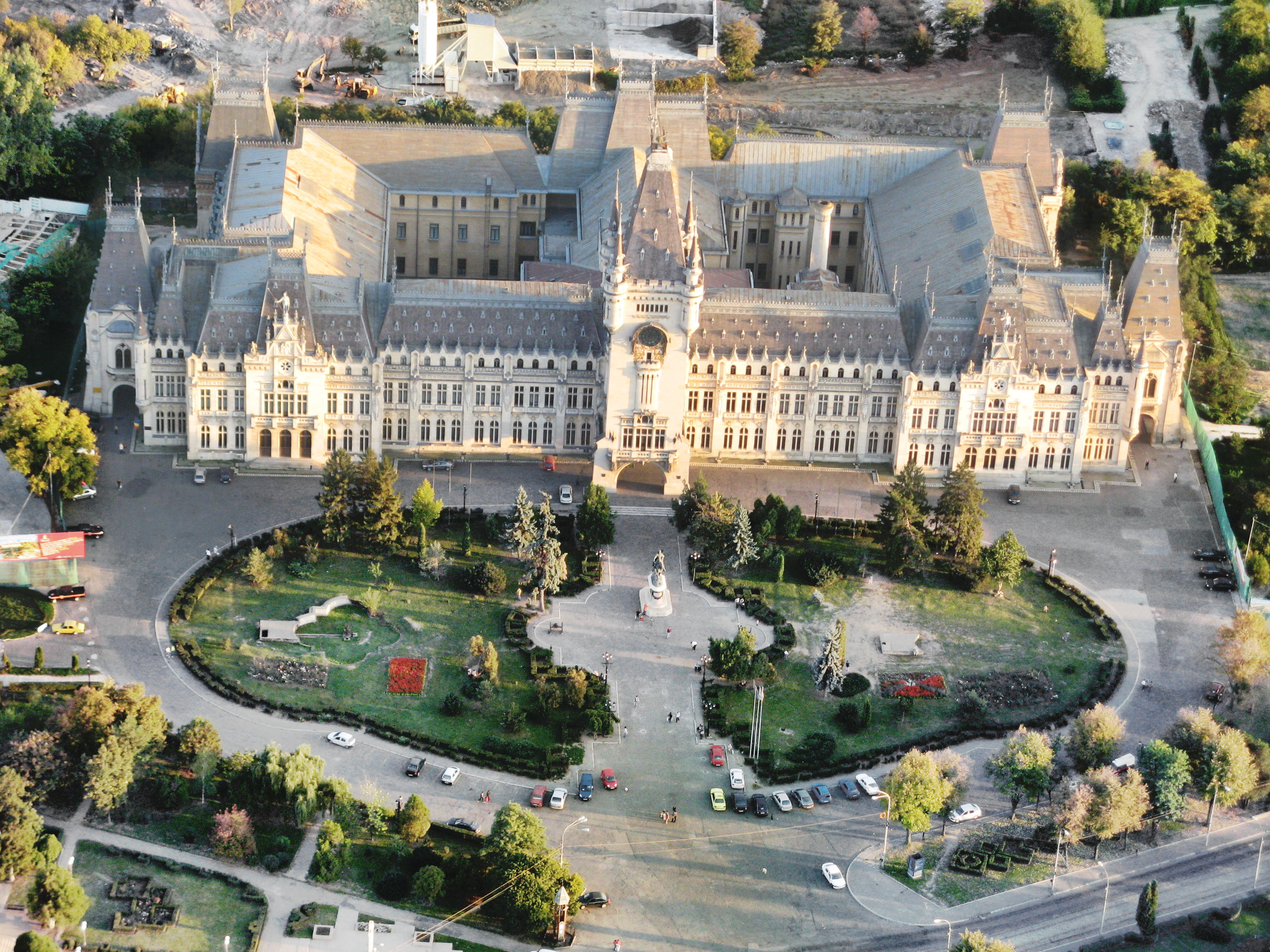
Vista aérea

El Complejo de Museos Nacionales de Moldavia tiene sede en el Palacio de la Cultura  en Iasi, Rumania, que es un castillo de arquitectura neo-gótica construido entre 1907 y 1925. En 1955 el edificio fue transformado en museo. Anteriormente era utilizado como Palacio de Administración y Justicia.
Dentro del palacio hay cuatro grandes museos:
- El Museo moldavo de historia.
- El Museo Stefan Procopiu de ciencia y tecnología.
- E.l Museo etnográfico de Moldavia.
- El Museo de arte de Iași.[1]

El palacio está cerrado los lunes. El complejo también administra otros museos en la ciudad y el condado de Iasi.
- Museo de la Unión
- Museo en memoria de "MIHAIL KOGALNICEANU"
- Museo en memoria de "PONI-CERNATESCU"
- Palacio de Ruginoada "AL.I. CUZA"
- Museo de la viña y del vino

El Palacio de la Cultura fue construido en el estilo neogótico flamboyante entre 1906 y 1925 sobre las ruinas de anteriores palacios allí ubicados. En su construcción se utilizaron materiales modernos de la época. Dado que en los palacios anteriores sufrieron 14 incendios, la estructura de madera del ático fue tratada con material ignífugo.
Museo moldavo de historia
El museo heredó las colecciones y tradiciones del museo de antigüedades y del museo municipal. Su colección excede los 30000 objetos. Su exposición permanente, con 30 salas, abrió en 1997. Cuenta también con una sala de exhibiciones temporales, biblioteca y tiendas.
Museo Stefan Procopiu de ciencia y tecnología
Originalmente llamado Museo politécnico, en 1994 se rebautizó con su nombre actual en honor al científico nacido en Iasi. El museo tiene secciones de energética, sonido, telecomunicaciones, mineralogía y cristalografía y computación.